# Баланђеро (Торино)
Баланђеро (итал. Balangero) је насеље у Италији у округу Торино, региону Пијемонт.
Према процени из 2011. у насељу је живело 2868 становника. Насеље се налази на надморској висини од 436 м.

## Становништво
Према резултатима пописа становништва 2011. у општини је живело 3.161 становника.
| 1936. | 1951. | 1961. | 1971. | 1981. | 1991. | 2001. | 2011. |
| ----- | ----- | ----- | ----- | ----- | ----- | ----- | ----- |
| 2.369 | 2.540 | 2.851 | 2.931 | 2.883 | 2.891 | 3.048 | 3.161 |